# Bundesautobahn 85
Die Bundesautobahn 85 (Abkürzung: BAB 85) – Kurzform: Autobahn 85 (Abkürzung: A 85) – („Filderautobahn“) war eine geplante Autobahn, die nach ihrer Fertigstellung als Verbindung zwischen Schwäbisch Hall, Stuttgart und Ravensburg sowie im Gebiet von Stuttgart als Stadtautobahn gedient hätte. Die A 85 sollte nördlich von Schwäbisch Hall von der A 6 abzweigen, westlich an Schwäbisch Hall (heute: Kreisstraße 2576) vorbeiführen, sodann dem Verlauf der Bundesstraße 14 bis Backnang folgen und diese Stadt westlich umgehen. Ihr weiterer geplanter Verlauf südlich Backnang bis Waiblingen entspricht dem der heute zur gelben Autobahn ausgebauten Bundesstraße 14. Südöstlich Waiblingen sollte am heute realisierten Abzweig der B 14 mit der Bundesstraße 29 die A 85 auf die A 87 treffen.
Auf der bereits fertiggestellten Trasse der B 29 bzw. B 14 zwischen Waiblingen und Fellbach war die gemeinsame Führung der A 85 und A 87 vorgesehen. Die Autobahn sollte dann weiter in südwestlicher Richtung verlaufen, wo sie sich mit der geplanten und ebenfalls verworfenen A 80 (als B 10 unter Verkehr) gekreuzt hätte. Dieser Abschnitt ist heute als B 14 realisiert. Im Zuge der südöstlichen Umgehung von Stuttgart war nahe Neuhausen ein Autobahnkreuz mit der A 8 vorgesehen.
Die A 85 wäre dann weiter dem Verlauf der heutigen Bundesstraße 312 gefolgt. Bei Metzingen sollte ein weiteres Autobahnkreuz mit der geplanten und verworfenen A 84 entstehen. Von Reutlingen aus war beabsichtigt, die Trasse der A 85 bis Ertingen und weiter bis nördlich von Ravensburg zur geplanten und verworfenen A 89 fortzuführen. Dieser Bau hätte die Bundesstraßen B 313 und B 32 ersetzt.
Die Planung der A 85 wurde aufgegeben.

## Planungsgeschichte
Bereits während der Weimarer Republik war die Verbindung Hechingen – Weingarten in der 2. Ausbaustufe des sogenannten „Spitzennetzes“ vorgesehen. In den Netzplänen der Nationalsozialisten fand sich allerdings die Planung einer Reichsautobahn für diese Strecke ebenso wenig wie zwischen Stuttgart und Riedlingen. Im Autobahngrundnetz war zwischen 1934 und 1938 eine Verbindung Nürnberg – Stuttgart vorgesehen, die über Ansbach, Crailsheim, Vellberg, Gaildorf, Murrhardt, Backnang nach Ludwigsburg verlaufen und dort in die Strecke Heilbronn – Stuttgart münden sollte. Nach 1938 wurden diese Pläne zugunsten einer Linie Nürnberg – Heilbronn – Rhein-Neckar-Gebiet aufgegeben.
Der Ausbauplan für die Bundesfernstraßen des Gesetzes vom 27. Juli 1957 sah zwar noch keinen Bau einer Bundesautobahn vor, doch waren die Bundesstraße 19 zwischen Würzburg und Schwäbisch Hall, Bundesstraße 14 zwischen Schwäbisch Hall, Waiblingen und Stuttgart und Aalen, die Bundesstraße 27 zwischen Stuttgart und Tübingen, die Bundesstraße 312/Bundesstraße 311/Bundesstraße 32 zwischen Tübingen und Ravensburg in das „Blaue Netz“ der neu oder auszubauenden Bundesstraßen aufgenommen.
Der Bedarfsplan des Gesetzes über den Ausbau der Bundesfernstraßen in den Jahren 1971 bis 1985 vom 30. Juni 1971 enthielt den vierstreifigen Neubau der Bundesstraßen 19, 14, 312, 27n, 312n, 32 und 32n. Folgende Teilprojekte waren vorgesehen:
| Kurzbezeichnung | Abschnitt | Ausbau       | Dringlichkeitsstufe                                                           |
| --------------- | --- | ------------ | ----------------------------------------------------------------------------- |
| B 19            | AS Schwäbisch Hall (A 6) – Übrigshausen | vierstreifig | I                                                                             |
| B 19            | Übrigshausen – westlich Schwäbisch Hall | vierstreifig | II                                                                            |
| B 14            | westlich Schwäbisch Hall – südlich Backnang (Kreuz mit der „Autobahn 13“, später A 45) | vierstreifig | II                                                                            |
| B 14            | südlich Backnang (Kreuz mit A 45) – südöstlich Waiblingen (Dreieck mit der B 29, später Bundesautobahn 87) | vierstreifig | I                                                                             |
| B 29            | südöstlich Waiblingen (Dreieck mit A 87) – Fellbach (Dreieck mit A 87) | achtstreifig | fertiggestellt                                                                |
| B 312           | Fellbach – Stuttgart-Gaisburg (Kreuz mit der B 10, später A 80) | vierstreifig | I                                                                             |
| B 312           | Stuttgart-Gaisburg (Kreuz mit der A 80) – nordwestlich Stuttgart-Frauenkopf – östlich Stuttgart-Rohracker bzw. westlich Stuttgart-Hedelfingen – westlich Stuttgart-Heumaden – östlich Stuttgart-Sillenbuch – östlich Stuttgart-Schönberg (Dreieck mit Südumgehung Stuttgart nach Stuttgart-Degerloch und Stuttgart-Vaihingen) – westlich Ostfildern-Kemnat – westlich Neuhausen (Kreuz mit der A 8) – östlich Filderstadt (Dreieck mit der B 27n, später A 83) | vierstreifig | II                                                                            |
| B 27n           | östlich Filderstadt (Dreieck mit der A 83) – nordöstlich Grötzingen (Dreieck mit der B 27n/A 83) | vierstreifig | laufendes Vorhaben                                                            |
| B 312           | nordöstlich Grötzingen (Dreieck mit der A 83) – Metzingen (Kreuz mit der B 297, später A 84 nördlich Metzingen; Kreuz mit der B 28 südlich Metzingen) | vierstreifig | 1. Fahrbahn unter Verkehr, 2. Fahrbahn in Dringlichkeitsstufe II              |
| B 312n          | Metzingen (Kreuz mit B 28) – östlich Eningen unter Achalm – Engstingen – östlich Trochtelfingen – östlich Gammertingen – östlich Veringenstadt | vierstreifig | 1. Fahrbahn in Dringlichkeitsstufe I, 2. Fahrbahn in Dringlichkeitsstufe III  |
| B 32/B 32n      | östlich Veringenstadt – Langenenslingen (Dreieck mit der B 312n, später A 88) – nördlich Herbertingen (Kreuz mit der B 311n, später A 86) – östlich Bad Saulgau – östlich Altshausen – nordwestlich Baienfurt bzw. Ravensburg (Dreieck mit der B 30, später A 89) | vierstreifig | 1. Fahrbahn in Dringlichkeitsstufe I, 2. Fahrbahn in Dringlichkeitsstufe III) |

Mit der Neustrukturierung des Netzes der Bundesautobahnen, die mit Wirkung ab 1. Januar 1975 eingeführt wurde, wurde der gesamte Streckenzug unter der einheitlichen Bezeichnung als „Bundesautobahn 85“ zusammengefasst.
In der Netzkarte der Bundesregierung vom 1. Januar 1976 war die A 85 unverändert enthalten.
Auch der Bedarfsplan des Gesetzes zur Änderung des Gesetzes über den Ausbau der Bundesfernstraßen in den Jahren 1971 bis 1985 vom 5. August 1976 wies die Bundesautobahn 87 in der Trassierung unverändert aus. Allerdings wurde die Dringlichkeit der einzelnen Teilabschnitte modifiziert. Es ergab sich folgendes Bild:
| Abschnitt | Ausbau       | Stand                                                                            |
| --- | ------------ | -------------------------------------------------------------------------------- |
| AS Schwäbisch Hall (A 6) – Übrigshausen – westlich Schwäbisch Hall | vierstreifig | 1. Fahrbahn in Dringlichkeitsstufe Ia, 2. Fahrbahn als möglicher weiterer Bedarf |
| westlich Schwäbisch Hall – südlich Backnang | vierstreifig | möglicher weiterer Bedarf                                                        |
| südlich Backnang – Nellmersbach (Kreuz mit der A 45) – Winnenden | vierstreifig | Dringlichkeitsstufe Ib                                                           |
| Winnenden – Korb bzw. nordöstlich Waiblingen | vierstreifig | Dringlichkeitsstufe Ia                                                           |
| Korb bzw. nordöstlich Waiblingen – südöstlich Waiblingen (Dreieck mit der A 87) | vierstreifig | laufendes Vorhaben                                                               |
| südöstlich Waiblingen (Dreieck mit A 87) – Fellbach (Dreieck mit A 87) | achtstreifig | fertiggestellt                                                                   |
| Fellbach – Stuttgart-Gaisburg (Kreuz mit der A 80) | vierstreifig | Dringlichkeitsstufe Ia                                                           |
| Stuttgart-Gaisburg (Kreuz mit der A 80) – östlich Stuttgart-Schönberg (Dreieck mit Südumgehung Stuttgart nach Stuttgart-Degerloch und Stuttgart-Vaihingen) – westlich Neuhausen an der Filder (Kreuz mit der A 8) – östlich Filderstadt (Dreieck mit der A 83)                                                                                  | vierstreifig | möglicher weiterer Bedarf                                                        |
| östlich Filderstadt (Dreieck mit der A 83) – nordöstlich Grötzingen (Dreieck mit der A 83) | vierstreifig | laufendes Vorhaben                                                               |
| nordöstlich Grötzingen (Dreieck mit der A 83) – Metzingen (Kreuz mit der A 84 nördlich Metzingen); (Kreuz mit der B 28 südlich Metzingen) | vierstreifig | 1. Fahrbahn unter Verkehr, 2. Fahrbahn als möglicher weiterer Bedarf             |
| Metzingen (Kreuz mit B 28) – östlich Eningen unter Achalm – Engstingen – östlich Trochtelfingen – östlich Gammertingen – östlich Veringenstadt – Langenenslingen (Dreieck mit der A 88) – nördlich Herbertingen (Kreuz mit der A 86) – östlich Bad Saulgau – östlich Altshausen – nordwestlich Baienfurt bzw. Ravensburg (Dreieck mit der A 89) | vierstreifig | 1. Fahrbahn in Dringlichkeitsstufe Ib, 2. Fahrbahn als möglicher weiterer Bedarf |

Mit dem Zweiten Gesetz zur Änderung des Gesetzes über den Ausbau der Bundesfernstraßen in den Jahren 1971 bis 1985 vom 25. August 1980 kam das Aus für die A 85. Die Planungen beschränkten sich auf den Aus- und abschnittsweisen Neubau der Bundesstraßen 19, 14, 312, 313 und 32:
| Kurzbezeichnung | Abschnitt                                                                                               | Ausbau                 | Stand                  |
| --------------- | --- | ---------------------- | ---------------------- |
| B 14/B 19       | AS Schwäbisch Hall (A 6) – Übrigshausen                                                                 | zweistreifig           | laufendes Vorhaben     |
| B 14/B 19       | Übrigshausen – westlich Schwäbisch Hall                                                                 | zweistreifig           | Dringlichkeitsstufe I  |
| B 14            | Verlegung bei Strümpfelbach                                                                             | zweistreifig           | Dringlichkeitsstufe I  |
| B 14            | südlich Backnang – Nellmersbach (Kreuz mit der ehemaligen A 45) – Winnenden                             | vierstreifig           | Dringlichkeitsstufe I  |
| B 14            | Fellbach (Dreieck mit der B 29) – Stuttgart-Gaisburg (Kreuz mit der B 10)                               | vierstreifig           | Dringlichkeitsstufe I  |
| B 312           | Rübgarten (B 27) – nördlich Reutlingen                                                                  | vierstreifig           | Dringlichkeitsstufe I  |
| B 312           | vierstreifig                                                                                            | Dringlichkeitsstufe II |                        |
| B 312           | südlich Reutlingen – Engstingen                                                                         | zweistreifig           | Dringlichkeitsstufe II |
| B 312/B 313     | Trochtelfingen – östlich Gammertingen – östlich Veringenstadt – Langenenslingen – nördlich Herbertingen | zweistreifig           | Dringlichkeitsstufe II |
| B 32            | OU Herbertingen                                                                                         | zweistreifig           | Dringlichkeitsstufe II |
| B 32            | OU Altshausen                                                                                           | zweistreifig           | Dringlichkeitsstufe I  |

Das Dritte Gesetz zur Änderung des Gesetzes über den Ausbau der Bundesfernstraßen vom 21. April 1986 führte zu keiner Wiederaufnahme der A 85 in den Bedarfsplan. Vorgenommen waren weiterhin der Aus- und Neubau der Bundesstraßen 14, 19, 312, 313 und 32:
| Kurzbezeichnung | Abschnitt                                                                                               | Ausbau       | Dringlichkeitsstufe     |
| --------------- | --- | ------------ | ----------------------- |
| B 14/B 19       | Übrigshausen – westlich Schwäbisch Hall                                                                 | zweistreifig | I                       |
| B 14            | Verlegung bei Strümpfelbach                                                                             | zweistreifig | I                       |
| B 14            | westlich Backnang – Winnenden                                                                           | vierstreifig | I                       |
| B 14            | Fellbach (Dreieck mit der B 29) – Stuttgart-Gaisburg (Dreieck mit der B 10)                             | vierstreifig | I                       |
| B 312           | Stuttgart-Hedelfingen – Stuttgart-Degerloch                                                             | zweistreifig | II                      |
| B 312           | Rübgarten (B 27) – nördlich Reutlingen                                                                  | zweistreifig | laufendes Vorhaben      |
| B 312           | nördlich Reutlingen – südlich Reutlingen                                                                | zweistreifig | II                      |
| B 312           | OU Pfullingen                                                                                           | zweistreifig | I (modifizierte Trasse) |
| B 312           | südlich Pfullingen – Engstingen                                                                         | zweistreifig | II                      |
| B 312/B 313     | Trochtelfingen – östlich Gammertingen – östlich Veringenstadt – Langenenslingen – nördlich Herbertingen | zweistreifig | II                      |
| B 32            | OU Herbertingen                                                                                         | zweistreifig | II                      |
| B 32            | OU Saulgau                                                                                              | zweistreifig | II                      |
| B 32            | OU Altshausen                                                                                           | zweistreifig | I                       |

Im Bedarfsplan des Vierten Gesetzes zur Änderung des Fernstraßenausbaugesetzes vom 15. November 1993 war die A 85 weiterhin nicht enthalten. Der Aus- und Neubau der Bundesstraßen 14, 19, 312, 313 und 32 hatte folgende Projekte zum Gegenstand:
| Kurzbezeichnung | Abschnitt                                                                                               | Ausbau                | Stand                 |
| --------------- | --- | --------------------- | --------------------- |
| B 14/B 19       | Übrigshausen – westlich Schwäbisch Hall                                                                 | zweistreifig          | laufendes Vorhaben    |
| B 14            | Verlegung bei Oppenweiler                                                                               | zweistreifig          | vordringlicher Bedarf |
| B 14            | westlich Backnang – Winnenden                                                                           | vierstreifig          | vordringlicher Bedarf |
| B 14            | Fellbach (Dreieck mit der B 29) – Stuttgart-Gaisburg (Dreieck mit der B 10)                             | vierstreifig          | laufendes Vorhaben    |
| B 312           | Stuttgart-Hedelfingen – Stuttgart-Schönberg                                                             | zweistreifig          | vordringlicher Bedarf |
| B 312           | zweistreifig                                                                                            | vordringlicher Bedarf |                       |
| B 312           | OU Pfullingen                                                                                           | zweistreifig          | laufendes Vorhaben    |
| B 312           | südlich Pfullingen – Engstingen                                                                         | zweistreifig          | weiterer Bedarf       |
| B 312/B 313     | Trochtelfingen – östlich Gammertingen – östlich Veringenstadt – Langenenslingen – nördlich Herbertingen | zweistreifig          | weiterer Bedarf       |
| B 32            | OU Herbertingen                                                                                         | zweistreifig          | vordringlicher Bedarf |
| B 32            | OU Saulgau                                                                                              | zweistreifig          | vordringlicher Bedarf |
| B 32            | OU Altshausen                                                                                           | zweistreifig          | laufendes Vorhaben    |
| B 32            | OU Blitzenreute                                                                                         | zweistreifig          | weiterer Bedarf       |

Der Bedarfsplan des Fünften Gesetzes zur Änderung des Fernstraßenausbaugesetzes vom 4. Oktober 2004 brachte im Hinblick auf die A 85 keine Neuaufnahme. Weiterhin war der Aus- und Neubau der Bundesstraßen 14, 312, 313 und 32 wie folgt vorgesehen:
| Kurzbezeichnung | Abschnitt                                                        | Ausbau       | Dringlichkeitsstufe |
| --------------- | ---------------------------------------------------------------- | ------------ | --- |
| B 14            | OU Michelfeld                                                    | zweistreifig | weiterer Bedarf |
| B 14            | OU Oppenweiler                                                   | zweistreifig | vordringlicher Bedarf |
| B 14            | westlich Backnang (Neubaustrecke der B 313) – westlich Winnenden | vierstreifig | vordringlicher Bedarf |
| B 14            | westlich Winnenden – südlich Winnenden                           | vierstreifig | laufendes Vorhaben |
| B 312           | nördlich Reutlingen – östlich Reutlingen                         | zweistreifig | weiterer Bedarf |
| B 312           | östlich Reutlingen – südlich Reutlingen                          | zweistreifig | vordringlicher Bedarf, modifizierte Trasse                                                                                 |
| B 312           | OU Pfullingen                                                    | zweistreifig | laufendes Vorhaben |
| B 312           | südlich Pfullingen – Engstingen                                  | zweistreifig | weiterer Bedarf |
| B 312/B 313     | Trochtelfingen – Inneringen – Jungnau                            | zweistreifig | weiterer Bedarf mit festgestellten hohem ökologischem Risiko; Ausführung teilweise nur im Rahmen des nachgeordneten Netzes |
| B 32            | OU Herbertingen                                                  | zweistreifig | vordringlicher Bedarf |
| B 32            | OU Saulgau                                                       | zweistreifig | weiterer Bedarf mit Planungsrecht                                                                                          |
| B 32            | OU Boms                                                          | zweistreifig | weiterer Bedarf |
| B 32            | OU Blitzenreute                                                  | zweistreifig | weiterer Bedarf |
| B 32            | OU Staig                                                         | zweistreifig | weiterer Bedarf |